# Národní fotbalová liga 1976/1977
V soubojích 8. ročníku Národní fotbalové ligy 1976/77 se utkalo 16 týmů po dvou skupinách dvoukolovým systémem podzim - jaro.

## Skupina A
Zdroj: 
| Poř. | Tým                            | Z  | V  | R  | P  | VG | OG | B  |
| ---- | ------------------------------ | -- | -- | -- | -- | -- | -- | -- |
| 1.   | TJ Slovan Liberec              | 30 | 16 | 7  | 7  | 49 | 23 | 39 |
| 2.   | TJ Viktoria Žižkov             | 30 | 13 | 13 | 4  | 35 | 14 | 39 |
| 3.   | TJ VTŽ Chomutov                | 30 | 15 | 7  | 8  | 61 | 45 | 37 |
| 4.   | TJ Spartak Ústí nad Labem      | 30 | 14 | 9  | 7  | 43 | 29 | 37 |
| 5.   | TJ Auto Škoda Mladá Boleslav   | 30 | 14 | 8  | 8  | 40 | 28 | 36 |
| 6.   | TJ Dynamo České Budějovice     | 30 | 14 | 7  | 9  | 45 | 35 | 35 |
| 7.   | TJ Rudá hvězda Cheb            | 30 | 12 | 11 | 7  | 39 | 27 | 35 |
| 8.   | VTJ Tachov                     | 30 | 14 | 7  | 9  | 43 | 32 | 35 |
| 9.   | VTJ Dukla Žatec                | 30 | 14 | 5  | 11 | 43 | 34 | 33 |
| 10.  | TJ Sparta ČKD Praha „B“        | 30 | 12 | 6  | 12 | 46 | 47 | 30 |
| 11.  | TJ Sklo Union Teplice „B“      | 30 | 12 | 5  | 13 | 40 | 41 | 29 |
| 12.  | TJ Slavia Karlovy Vary         | 30 | 7  | 11 | 12 | 33 | 47 | 25 |
| 13.  | TJ LIAZ Jablonec nad Nisou „B“ | 30 | 9  | 3  | 18 | 34 | 62 | 21 |
| 14.  | TJ Baník Most                  | 30 | 6  | 8  | 16 | 34 | 51 | 20 |
| 15.  | TJ Chemička Ústí nad Labem     | 30 | 7  | 2  | 21 | 25 | 67 | 16 |
| 16.  | TJ Slovan Varnsdorf            | 30 | 5  | 3  | 22 | 23 | 55 | 13 |

Poznámky:
- Z = Odehrané zápasy; V = Vítězství; R = Remízy; P = Prohry; VG = Vstřelené góly; OG = Obdržené góly; B = Body
- Mužstva TJ Sparta ČKD Praha „B“ a TJ Sklo Union Teplice „B“ byla zrušena (plošné rušení B-mužstev prvoligových týmů)

|  | Postup do České národní fotbalové ligy 1977/78 |
|  | Rezervní mužstvo bylo po sezóně zrušeno        |
|  | Sestup do Divize A 1977/78                     |
|  | Sestup do Divize B 1977/78                     |
|  | Sestup do Divize C 1977/78                     |

## Skupina B
Zdroj: 
| Poř. | Tým                                 | Z  | V  | R  | P  | VG | OG | B  |
| ---- | ----------------------------------- | -- | -- | -- | -- | -- | -- | -- |
| 1.   | TJ Gottwaldov                       | 30 | 17 | 7  | 6  | 50 | 28 | 41 |
| 2.   | TJ Spartak Hradec Králové           | 30 | 17 | 5  | 8  | 56 | 27 | 39 |
| 3.   | TJ Baník Ostrava OKD „B“            | 30 | 16 | 6  | 8  | 40 | 26 | 38 |
| 4.   | TJ VCHZ Pardubice                   | 30 | 14 | 7  | 9  | 40 | 33 | 35 |
| 5.   | TJ Sigma MŽ Olomouc                 | 30 | 15 | 4  | 11 | 51 | 34 | 34 |
| 6.   | VTJ Tábor                           | 30 | 13 | 8  | 9  | 30 | 22 | 34 |
| 7.   | TJ Ostroj Opava                     | 30 | 13 | 7  | 10 | 45 | 39 | 33 |
| 8.   | TJ NHKG Ostrava                     | 30 | 13 | 7  | 10 | 35 | 33 | 33 |
| 9.   | TJ Baník Havířov                    | 30 | 10 | 13 | 7  | 31 | 32 | 33 |
| 10.  | TJ Zbrojovka Vsetín                 | 30 | 12 | 9  | 9  | 36 | 41 | 33 |
| 11.  | TJ Slezan Frýdek-Místek             | 30 | 12 | 8  | 10 | 44 | 28 | 32 |
| 12.  | TJ Železárny Prostějov              | 30 | 12 | 6  | 12 | 53 | 43 | 30 |
| 13.  | TJ Slovácká Slavia Uherské Hradiště | 30 | 4  | 12 | 14 | 24 | 41 | 20 |
| 14.  | TJ Kaučuk Kralupy nad Vltavou       | 30 | 5  | 8  | 17 | 25 | 80 | 18 |
| 15.  | VTJ Letec Hradec Králové            | 30 | 4  | 8  | 18 | 28 | 59 | 16 |
| 16.  | TJ VS Tábor                         | 30 | 4  | 3  | 23 | 19 | 64 | 11 |

Poznámky:
- Z = Odehrané zápasy; V = Vítězství; R = Remízy; P = Prohry; VG = Vstřelené góly; OG = Obdržené góly; B = Body
- Mužstvo TJ Baník Ostrava OKD „B“ bylo zrušeno (plošné rušení B-mužstev prvoligových týmů), jeho místo zaujalo TJ VOKD Poruba - viz Divize D 1977/78

|  | Postup do České národní fotbalové ligy 1977/78 |
|  | Rezervní mužstvo bylo po sezóně zrušeno        |
|  | Sestup do Divize D 1977/78                     |
|  | Sestup do Divize B 1977/78                     |
|  | Sestup do Divize C 1977/78                     |
|  | Sestup do Divize A 1977/78                     |

## Soupisky mužstev

### TJ Ostroj Opava
Jiří Berousek (-/0/-),
Josef Kružberský (-/0/-) –
Miroslav Beinhauer (-/2),
Jiří Březina (-/1),
Ladislav Derych (-/0),
Josef Drastík (-/2),
Erich Hartoš (-/0),
František Jelínek (-/0),
Jiří Knopp (-/0),
Zdeněk Knopp (-/0),
František Metelka (-/10),
František Moc (-/1),
Petr Ondrášek (-/0),
Luděk Pečenka (-/0),
Emil Peterek (-/7),
Pavel Pivovarský (-/1),
Václav Poledník (-/0),
Jiří Pospěch (-/4),
Jaroslav Rovňan (-/0),
Petr Skoumal (-/8),
Dušan Škrobánek (-/8),
Jiří Tomeček (-/0) –
trenér Evžen Hadamczik, asistent a vedoucí mužstva Karel Větrovec